# Chanteloup (Ille-et-Vilaine)
Pour les articles homonymes, voir Chanteloup.
Chanteloup est une commune française située dans le département d'Ille-et-Vilaine, en région Bretagne.

## Géographie
| Orgères | Bourgbarré        | Corps-Nuds |
| Laillé  | Chanteloup        | Brie       |
| Crevin  | Le Petit-Fougeray | Saulnières |

Le bois de Pouez de 355,73 hectares se trouve à l'ouest de la commune.

### Description

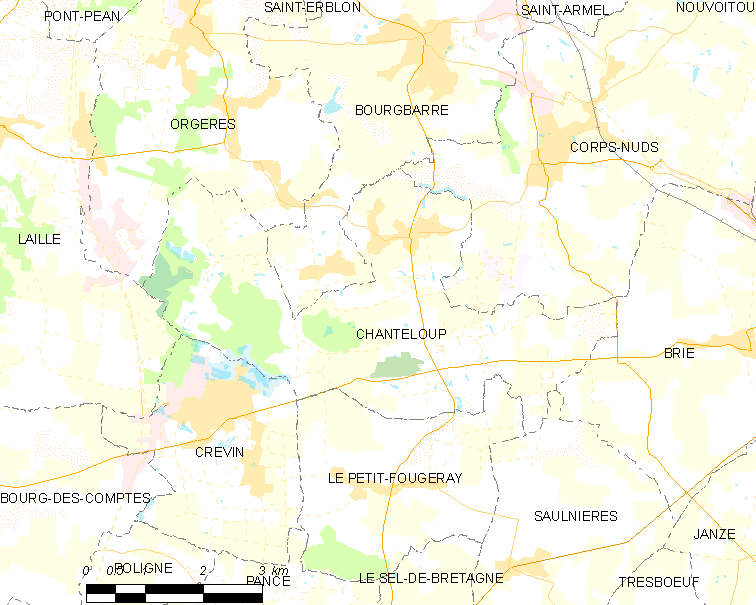
Carte de la commune de Chanteloup et des communes avoisinantes.
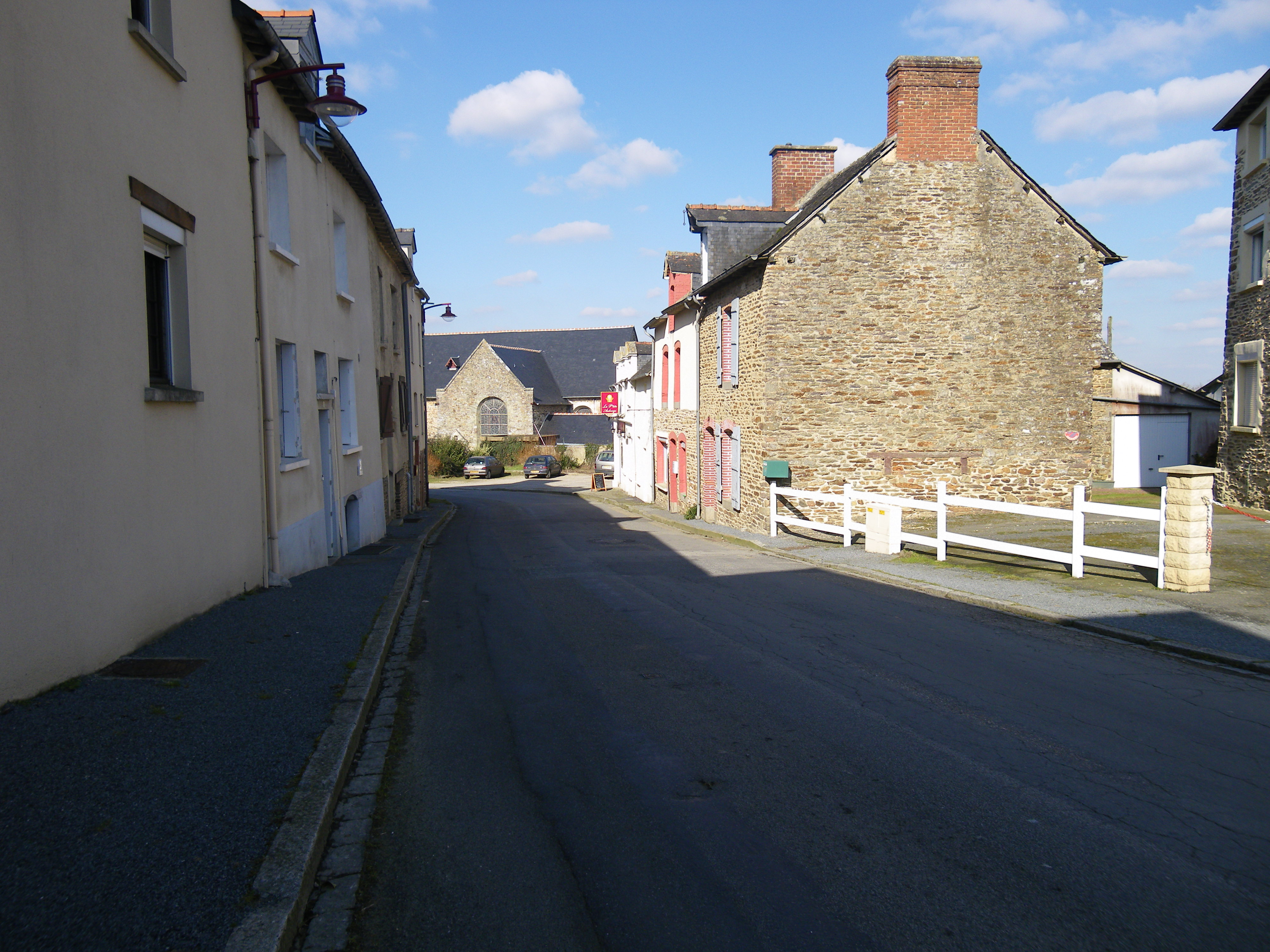
Une rue du bourg de Chanteloup (D 41 en direction de Corps-Nuds).
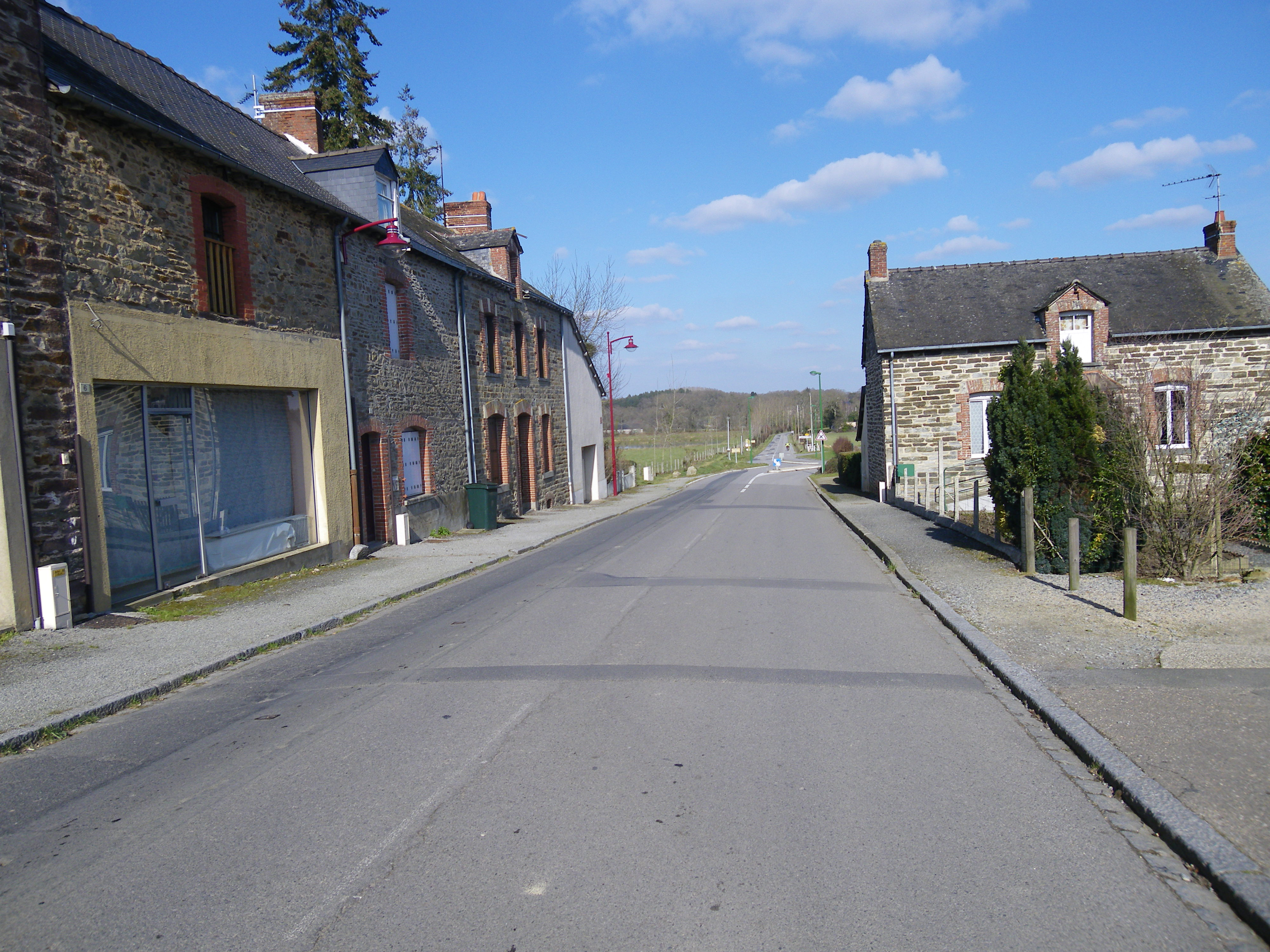
Autre vue du bourg de Chanteloup (D 82 en direction de Bourgbarré).

### Hydrographie
Pour un article plus général, voir Réseau hydrographique d'Ille-et-Vilaine.
La commune est située dans le bassin Loire-Bretagne. Elle est drainée par l'Ise, la Halleraie, le ruisseau de l'Étang normand, le ruisseau des Coniaux, le ruisseau de Caran, le ruisseau de la Barricade, le ruisseau de loiselière, le ruisseau du Désert, le ruisseau du Pabot et le ruisseau du Pâtis de landelinais,,.
L'Ise, d'une longueur de 30 km, prend sa source dans la commune de Janzé et se jette  dans la Seiche à Noyal-Châtillon-sur-Seiche, après avoir traversé sept communes. 

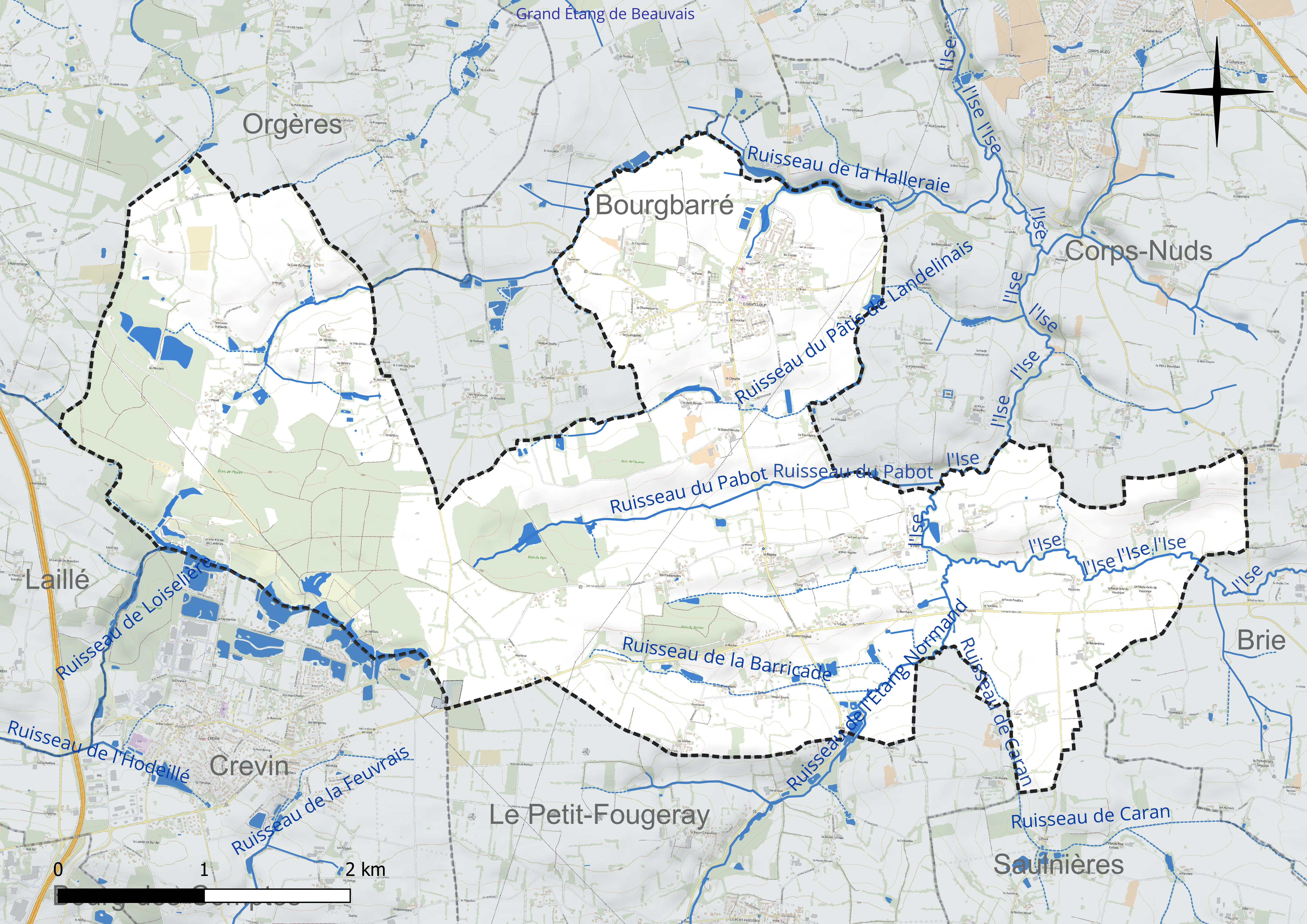
Réseau hydrographique de Chanteloup.

Un plan d'eau complète le réseau hydrographique : l'étang de Venon, d'une superficie totale de 4,6 ha (1,75 ha sur la commune),.

### Climat
Pour des articles plus généraux, voir Climat de la Bretagne et Climat d'Ille-et-Vilaine.
En 2010, le climat de la commune est de type climat océanique altéré, selon une étude du CNRS s'appuyant sur une série de données couvrant la période 1971-2000. En 2020, Météo-France publie une typologie des climats de la France métropolitaine dans laquelle la commune est exposée à un climat océanique et est dans la région climatique  Bretagne orientale et méridionale, Pays nantais, Vendée, caractérisée par une faible pluviométrie en été et une bonne insolation. Parallèlement l'observatoire de l'environnement en Bretagne publie en 2020 un zonage climatique de la région Bretagne, s'appuyant sur des données de Météo-France de 2009. La commune est, selon ce zonage, dans la zone « Sud Est », avec des étés relativement chauds et ensoleillés.  
Pour la période 1971-2000, la température annuelle moyenne est de 11,5 °C, avec une amplitude thermique annuelle de 13,3 °C. Le cumul annuel moyen de précipitations est de 769 mm, avec 12,5 jours de précipitations en janvier et 6,6 jours en juillet. Pour la période 1991-2020, la température moyenne annuelle observée sur la station météorologique la plus proche, située sur la commune de Saint-Jacques-de-la-Lande à 13 km à vol d'oiseau, est de 12,4 °C et le cumul annuel moyen de précipitations est de 691,0 mm,. Pour l'avenir, les paramètres climatiques de la commune estimés pour 2050 selon différents scénarios d'émission de gaz à effet de serre sont consultables sur un site dédié publié par Météo-France en novembre 2022.

## Urbanisme

### Typologie
Au 1er janvier 2024, Chanteloup est catégorisée bourg rural, selon la nouvelle grille communale de densité à sept niveaux définie par l'Insee en 2022.
Elle est située hors unité urbaine. Par ailleurs la commune fait partie de l'aire d'attraction de Rennes, dont elle est une commune de la couronne,. Cette aire, qui regroupe 183 communes, est catégorisée dans les aires de 700 000 habitants ou plus (hors Paris),.

### Occupation des sols
L'occupation des sols de la commune, telle qu'elle ressort de la base de données européenne d'occupation biophysique des sols Corine Land Cover (CLC), est marquée par l'importance des territoires agricoles (77,9 % en 2018), en diminution par rapport à 1990 (79,9 %). La répartition détaillée en 2018 est la suivante : 
terres arables (40,4 %), zones agricoles hétérogènes (24,8 %), forêts (17,9 %), prairies (12,7 %), zones urbanisées (3,6 %), eaux continentales (0,6 %). L'évolution de l'occupation des sols de la commune et de ses infrastructures peut être observée sur les différentes représentations cartographiques du territoire : la carte de Cassini (XVIIIe siècle), la carte d'état-major (1820-1866) et les cartes ou photos aériennes de l'IGN pour la période actuelle (1950 à aujourd'hui).

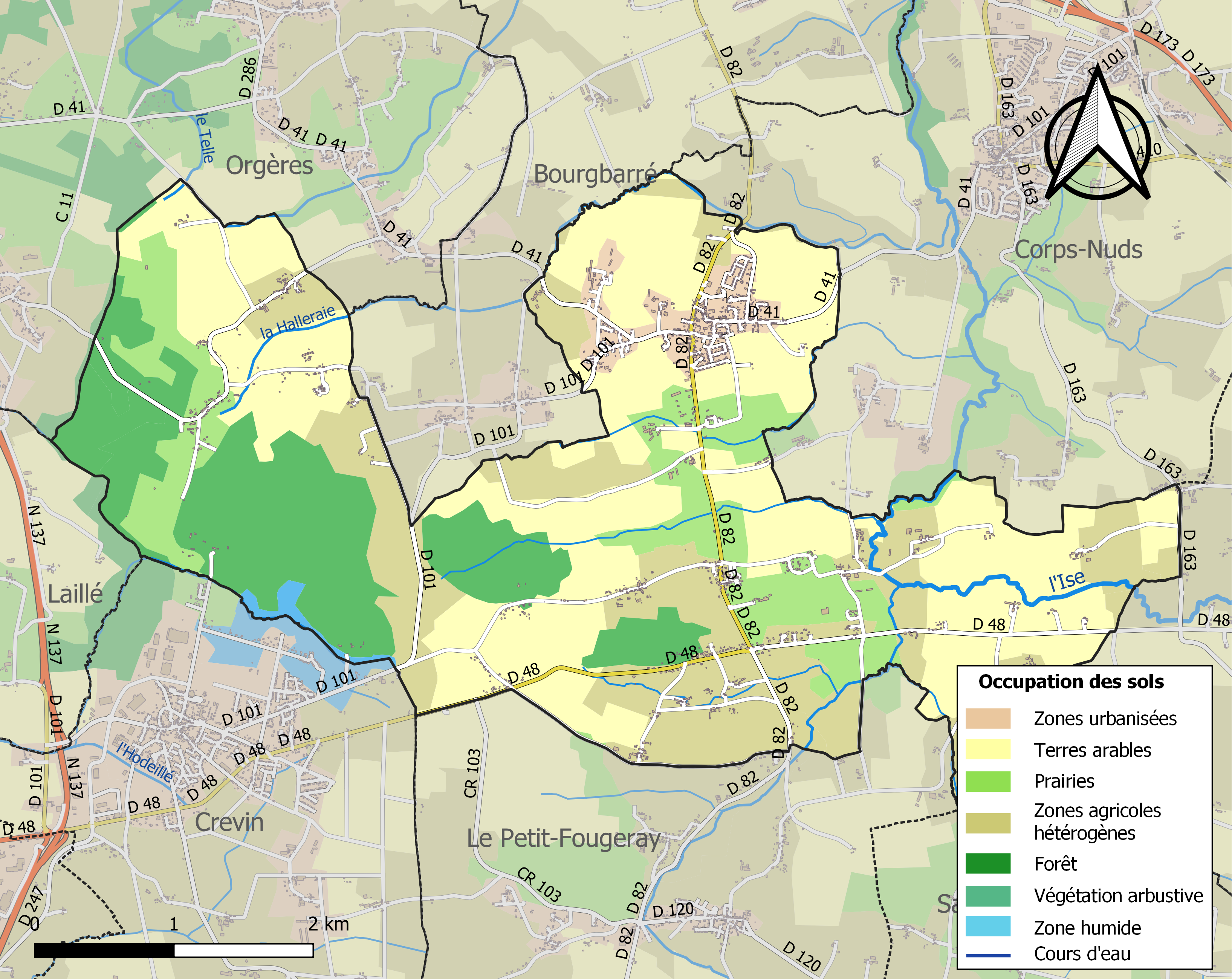
Carte des infrastructures et de l'occupation des sols de la commune en 2018 (CLC).

## Toponymie
Le nom de la localité est attesté sous les formes Ecclesia de Cantu luppi en 1347, ecclesia de Cantu lupi en 1516.
Selon une tradition qui reste incertaine le nom proviendrait du fait qu'à une date indéterminée du haut Moyen Âge des loups affamés se seraient introduits dans l'église et auraient fait sonner les cloches.

## Histoire

### Moyen Âge

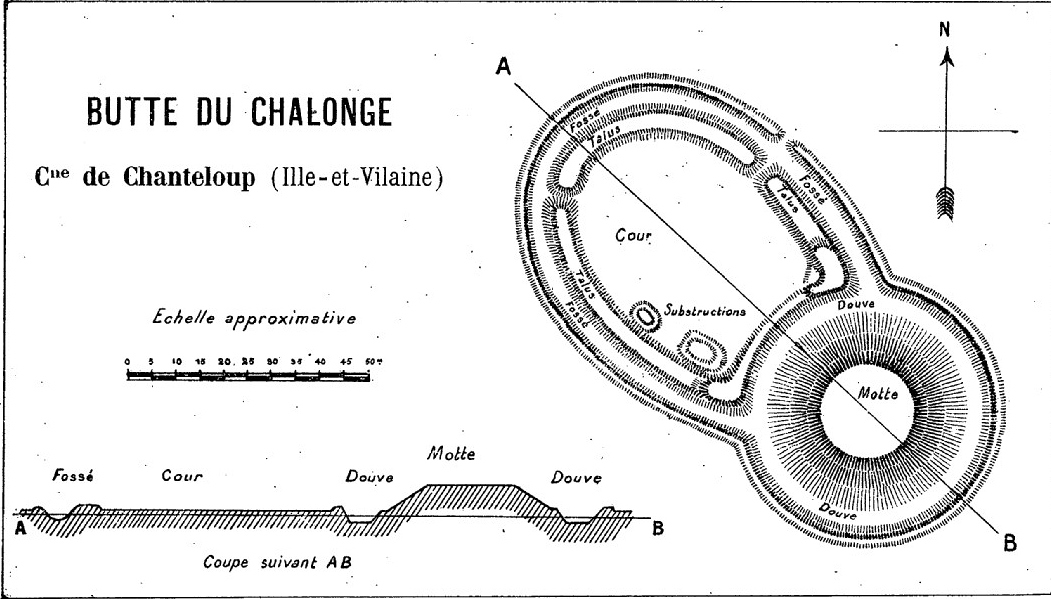
Plan de la butte du Chalonge (ancienne motte féodale).

La première mention de la paroisse, sous le nom Cantuluppi, date de 1347.
Une motte féodale, entourée de douves et une grande cour en forme de fer à cheval encerclée par un fossé et un talus, se trouvent au lieu-dit « butte du Chalonge ».

### Temps modernes
Des épidémies de peste sont survenues en 1640 et 1719.
L'église paroissiale actuelle a été construite en 1750.
Jean-Baptiste Ogée décrit ainsi Chanteloup en 1778 :

« Chanteloup ; au bas d'un coteau ; à 3 lieues ½ au Sud-Sud-Est de Rennes, son évêché, sa subdélégation et le siège où ressortit sa haute justice. On y compte 1 200 communiants. La cure est à l'alternative. Son territoire, arrosé des eaux de la rivière d'Izé, qui le traverse, est fertile et abondant en grains, foin et fruits. Ses maisons nobles sont : Beauvais, la Ville-Thebert et Beau-Chêne »

### LeXIXesiècle
A. Marteville et P. Varin, continuateurs d'Ogée, décrivent ainsi Chanteloup en 1843 :

« Chanteloup (ecclesia de sancta lupi, sous l'invocation de saint Martin) ; commune formée de l'ancienne paroisse de ce nom, aujourd'hui succursale. (...) Principaux villages : Grée et Haute-Grée de Pouez, la Croix des Sept-Fours, le Cormier, les Landelles, la Cornillère, les Cruaux, le Frèche, la Tremblais, la Regère, Maison-de-Riffray, Caran, Bourg-du-Petit-Fougeray, la Sauvagère, le Haut et le Bas-Val, la Basse et Haute-Chauvière, le Pouez. Superficie totale 2 648 hectares 89 ares 06 centiares, dont (...) terres labourables 1 226 ha, prés et pâturages 305 ha, bois 309 ha, vergers et jardins 56 ha, mares et canaux 47 ha, landes et incultes 588 ha (...). Moulins : 3 (du Rocher, du Bois-Marchais, du Morihan, à vent). Cette commune est traversée de l'est au nord et limitée dans une faible partie nord [faux, dans une faible partie Est] par la rivière d'Ize. Le château de Chanteloup est la principale habitation de cette commune. Il y a foire le premier mardi de septembre ; le lendemain si ce mardi est le premier du mois, à cause de la foire de Rennes. Le Petit-Fougeray, section de cette commune, a été érigé desservance en 1831. Géologie : schiste argileux. On parle le français [en fait le gallo]. »

### LeXXesiècle

#### La Belle Époque
Une ligne de tramway des TIV (Transports d'Ille-et-Vilaine) allant de Rennes au Grand-Fougeray en passant par Chartres, Noyal-sur-Seiche, Pont-Péan, Orgères, Chanteloup, Le Sel, Saulnières, Pancé, Bain et La Dominelais fut construite à partir de 1909 ; mise en service en 1910, la ligne était longue de 64 km ; elle ferma en 1937 ; les tramways y circulaient à environ 25 km/h.

#### La Première Guerre mondiale

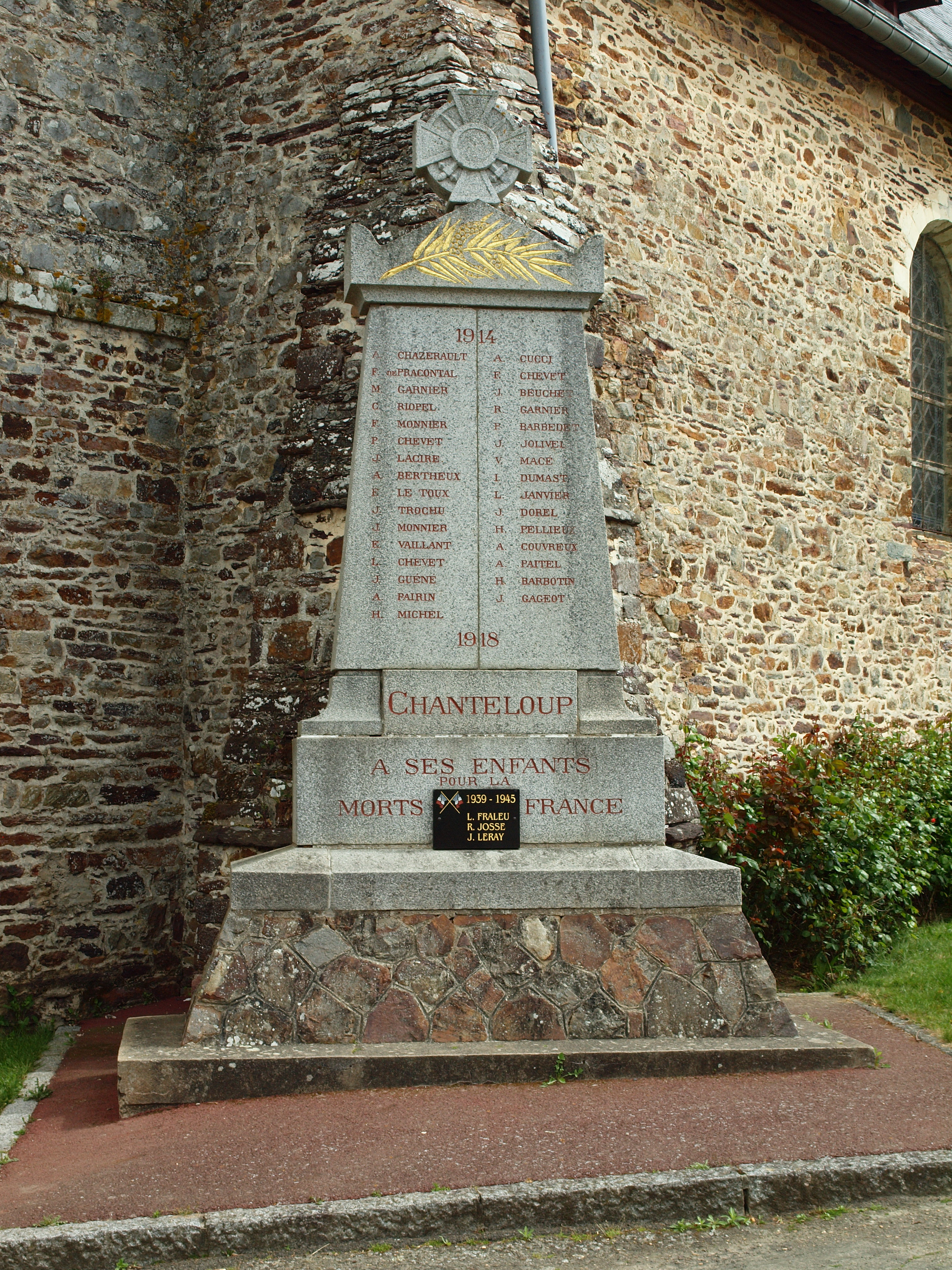
Le monument aux morts de Chanteloup.

Le monument aux morts de Chanteloup porte les noms de 31 soldats morts pour la France pendant la Première Guerre mondiale ; la plupart sont décédés sur le sol français, à l'exception d'Aristide Pairain, soldat au 176e régiment d'infanterie, tué à l'ennemi en 1916 en Grèce dans le cadre de l'expédition de Salonique.

#### L'Entre-deux-guerres
Le Petit-Fougeray, qui dépendait jusque-là de Chanteloup, est devenu une commune indépendante en 1936.

Chanteloup au début du XXe siècle (collection personnelle P. Delahaye).
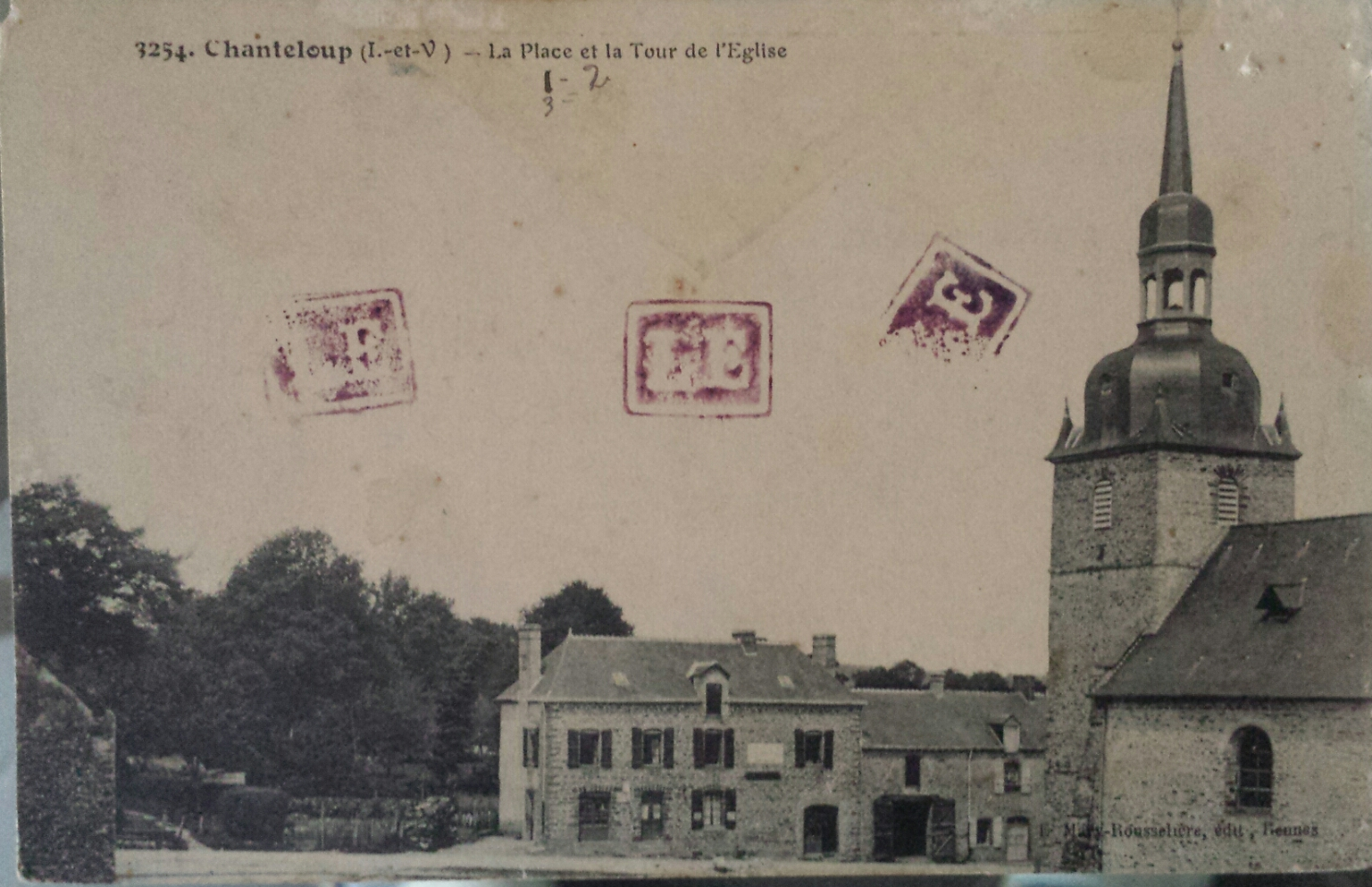
Place de l'Église.
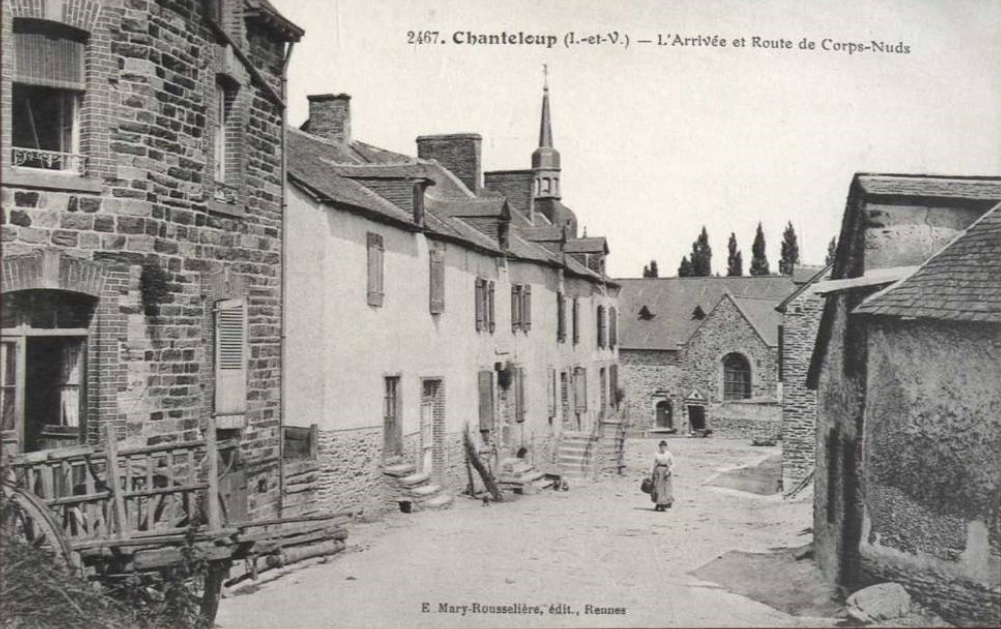
Arrivée route de Corps-Nuds.
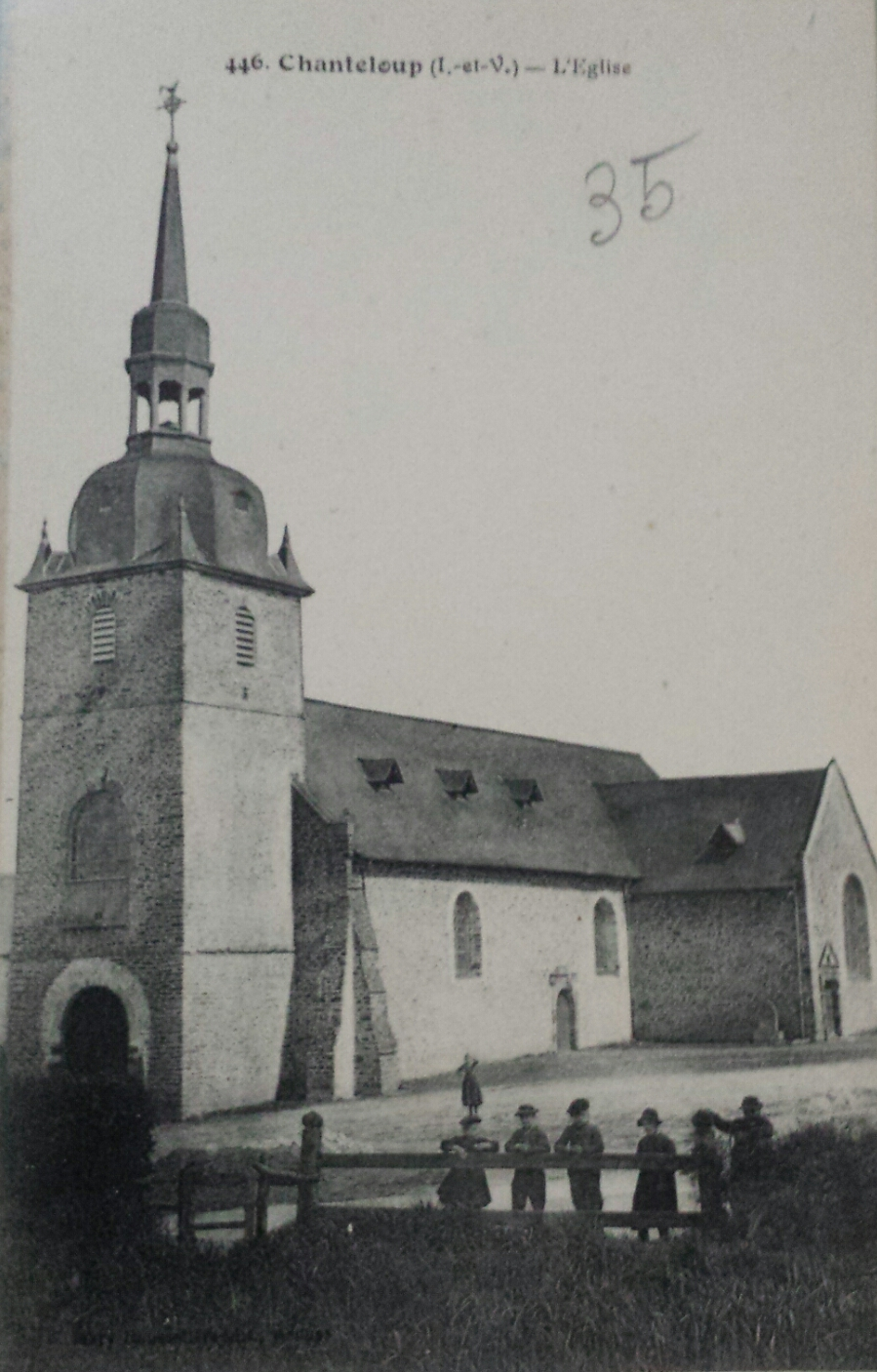
Église Saint-Martin.
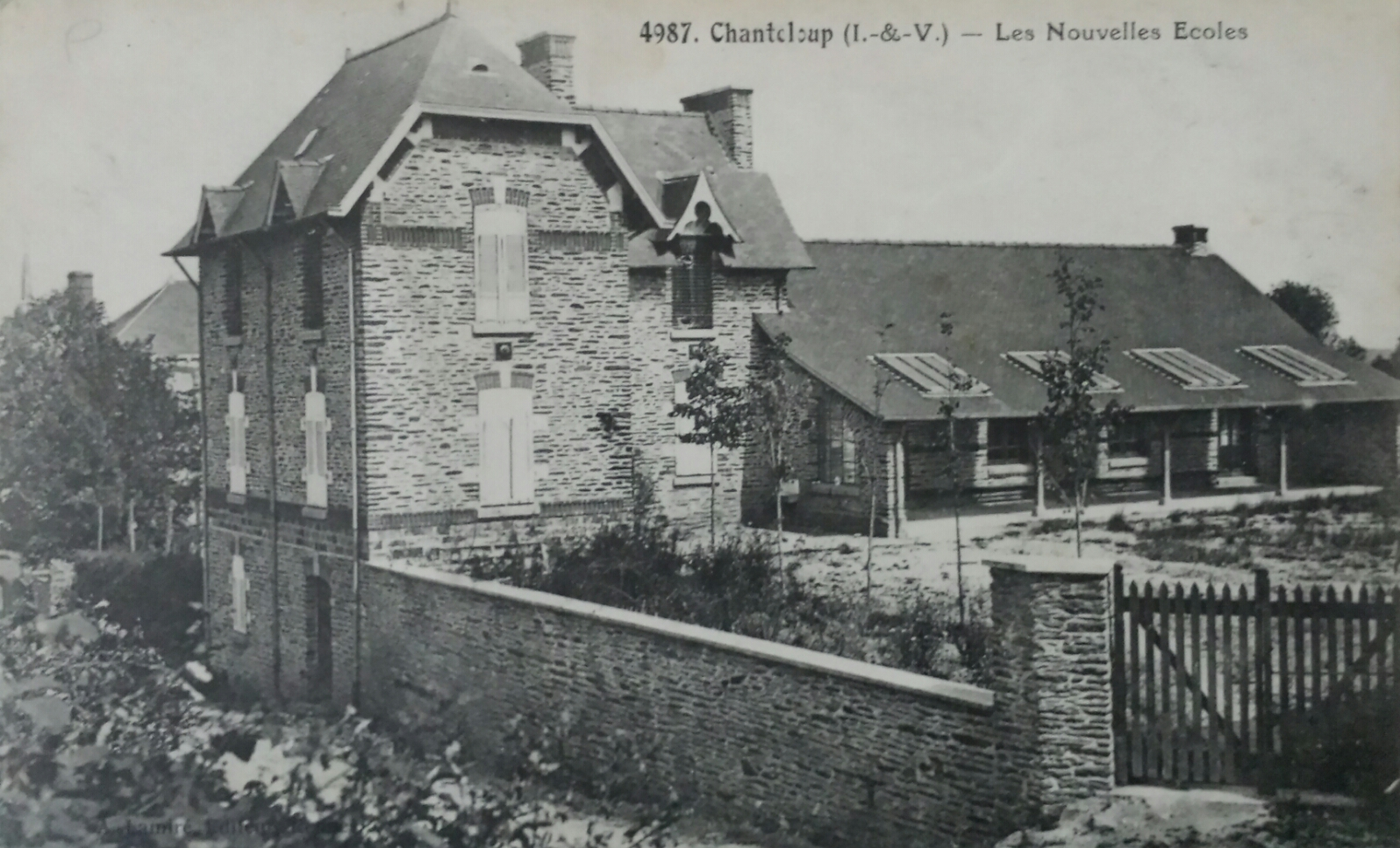
L'école.
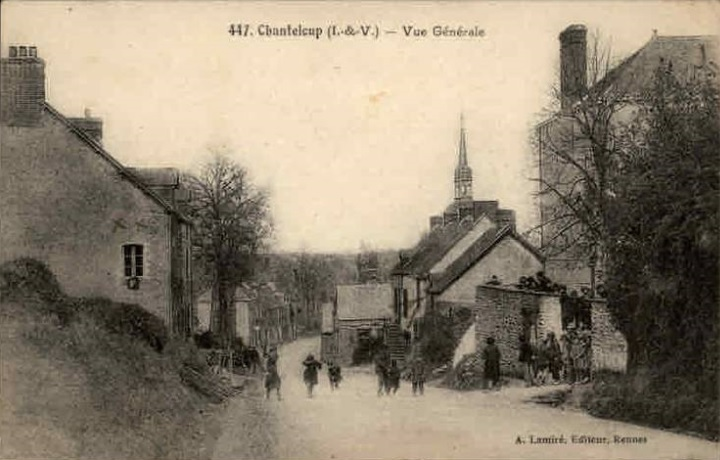
Sortie de l'école.
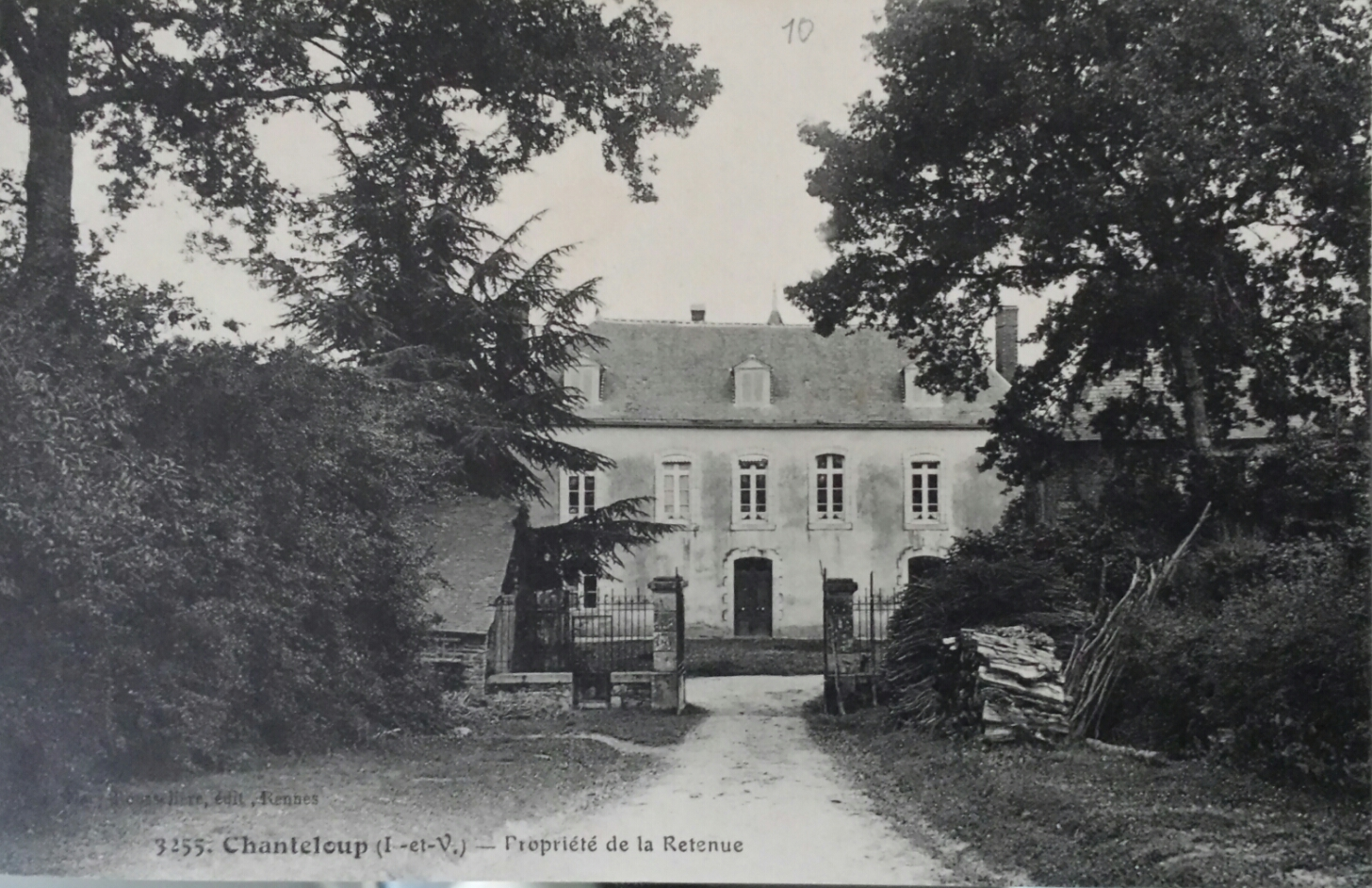
La Retenue.
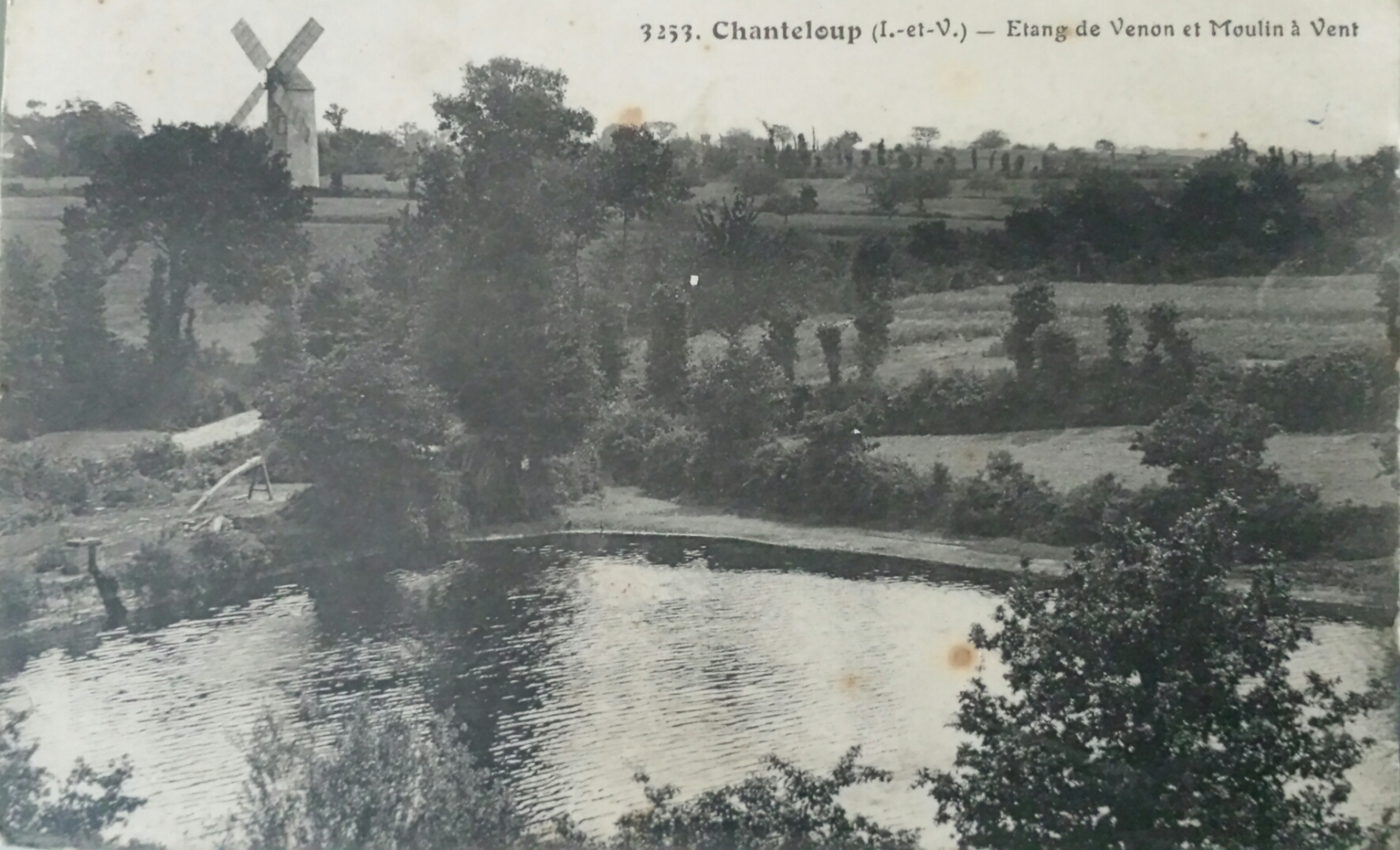
Étang de Venon.
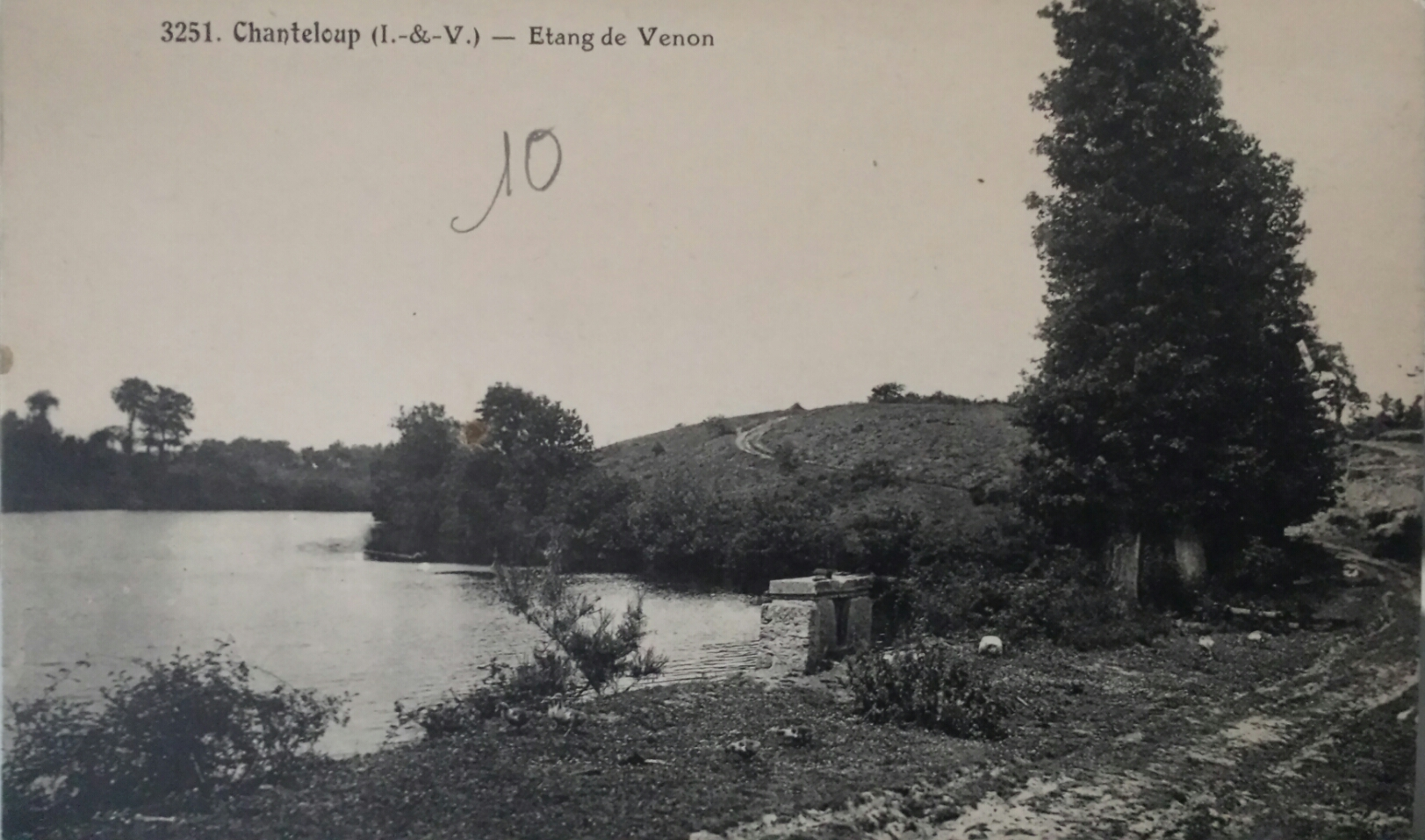
Étang de Venon.
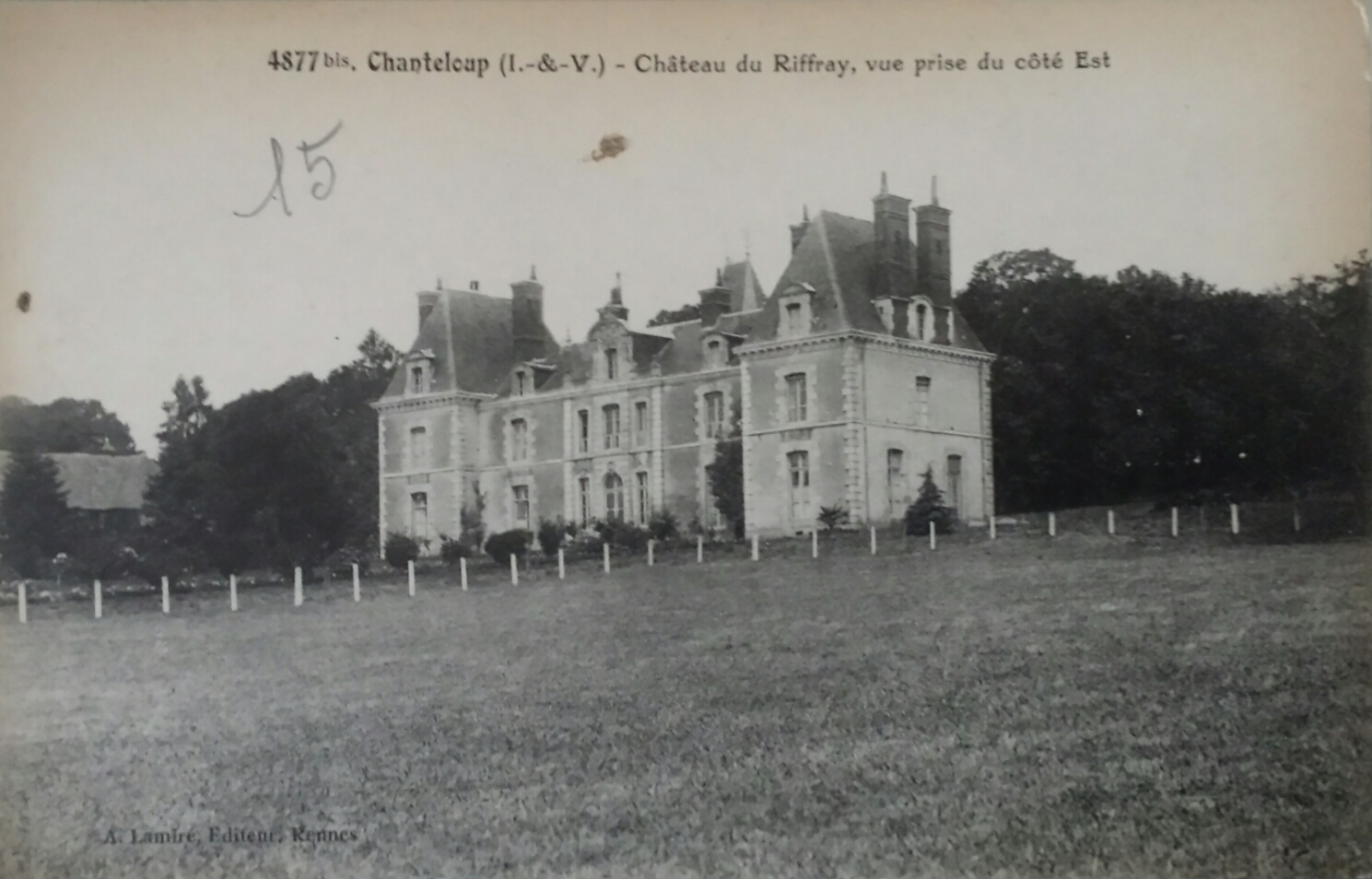
Château du Riffray.
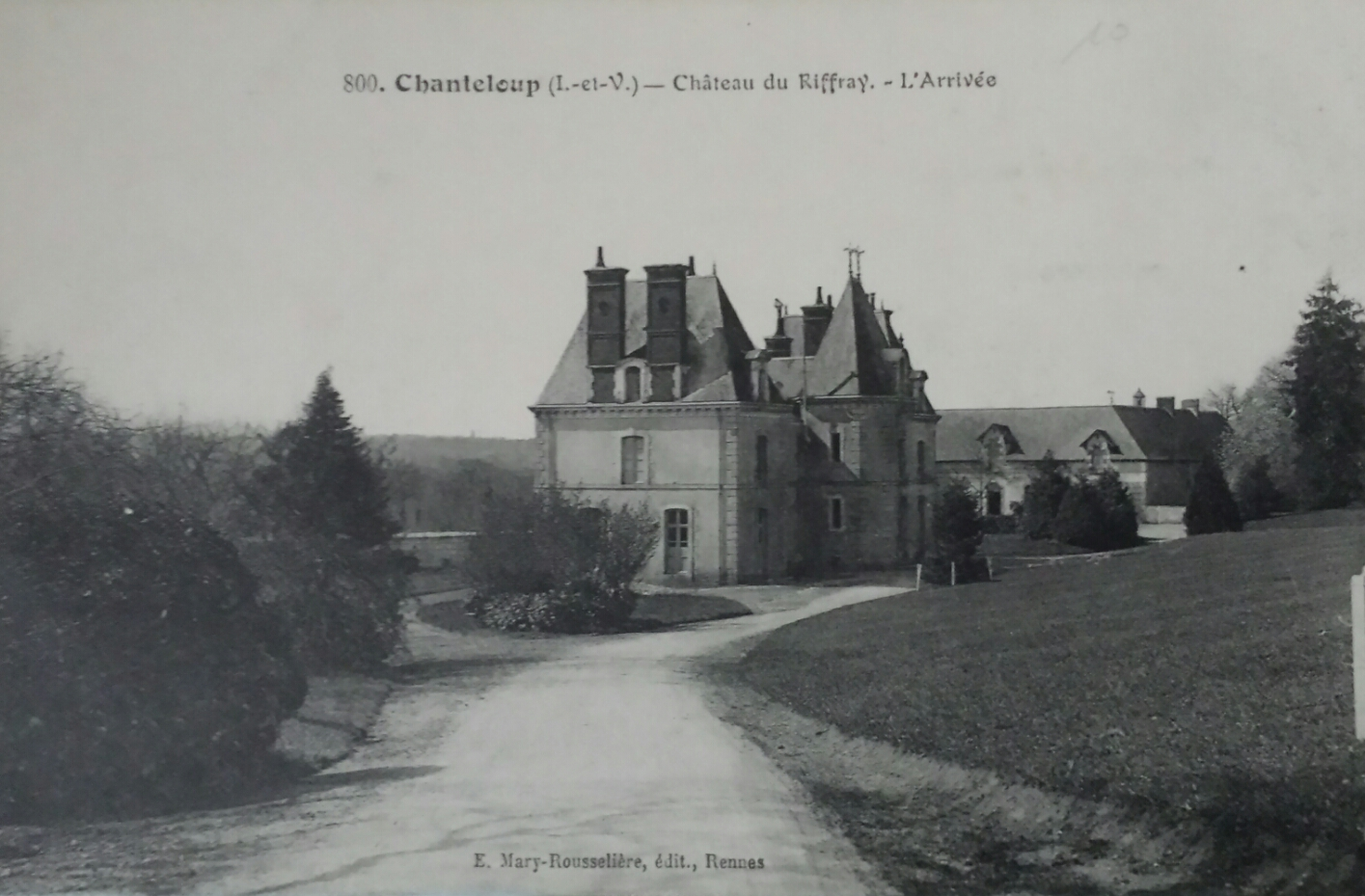
Château du Riffray.
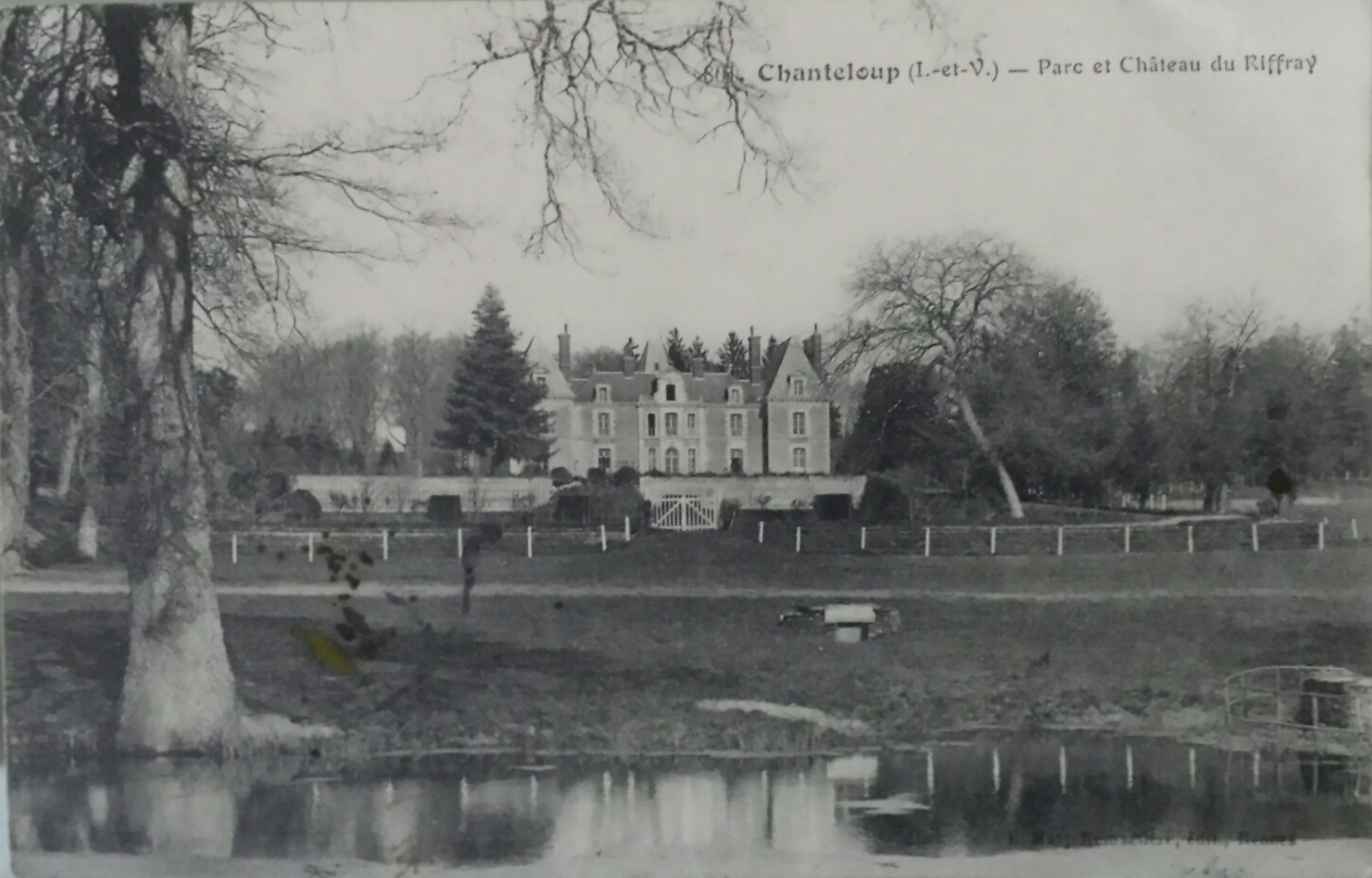
Château du Riffray.

#### La Seconde Guerre mondiale
Le monument aux morts de Chanteloup porte les noms de 3 personnes mortes pour la France pendant la Seconde Guerre mondiale ; parmi elles Lucien Fraleux, sous-officier au 270e régiment d'infanterie, décédé le 20 mai 1940 à Bruges (Belgique).

## Politique et administration
| Période                                  | Période   | Identité              | Étiquette | Qualité                                            |
| ---------------------------------------- | --------- | --------------------- | --------- | -------------------------------------------------- |
| mars 1971                                | mars 1989 | Pierre de Saint-Hénis |           | Ancien dirigeant d'une société de transports       |
| mars 1989                                | mars 2008 | Rémi Bignon           | UDF       | Agriculteur retraité                               |
| mars 2008                                | mars 2014 | Patrick Thélohan      | DVG       | Cadre France Télécom                               |
| mars 2014                                | En cours  | Vincent Minier        | LREM      | Consultant, Président de la Communauté de communes |
| Les données manquantes sont à compléter. |           |                       |           |                                                    |

## Démographie
L'évolution du nombre d'habitants est connue à travers les recensements de la population effectués dans la commune depuis 1793. Pour les communes de moins de 10 000 habitants, une enquête de recensement portant sur toute la population est réalisée tous les cinq ans, les populations de référence des années intermédiaires étant quant à elles estimées par interpolation ou extrapolation. Pour la commune, le premier recensement exhaustif entrant dans le cadre du nouveau dispositif a été réalisé en 2008.

En 2022, la commune comptait 1 881 habitants, en évolution de +2,79 % par rapport à 2016 (Ille-et-Vilaine : +5,46 %, France hors Mayotte : +2,11 %).
| 1793  | 1800  | 1806  | 1821  | 1831  | 1836  | 1841  | 1846  | 1851  |
| ----- | ----- | ----- | ----- | ----- | ----- | ----- | ----- | ----- |
| 1 193 | 1 456 | 1 461 | 1 525 | 1 554 | 1 510 | 1 510 | 1 662 | 1 602 |

| 1856  | 1861  | 1866  | 1872  | 1876  | 1881  | 1886  | 1891  | 1896  |
| ----- | ----- | ----- | ----- | ----- | ----- | ----- | ----- | ----- |
| 1 523 | 1 538 | 1 522 | 1 433 | 1 571 | 1 542 | 1 571 | 1 576 | 1 537 |

| 1901  | 1906  | 1911  | 1921  | 1926  | 1931  | 1936 | 1946 | 1954 |
| ----- | ----- | ----- | ----- | ----- | ----- | ---- | ---- | ---- |
| 1 491 | 1 434 | 1 446 | 1 239 | 1 260 | 1 264 | 838  | 775  | 800  |

| 1962 | 1968 | 1975 | 1982 | 1990 | 1999  | 2006  | 2008  | 2013  |
| ---- | ---- | ---- | ---- | ---- | ----- | ----- | ----- | ----- |
| 760  | 772  | 823  | 939  | 943  | 1 109 | 1 438 | 1 516 | 1 788 |

| 2018  | 2022  | - | - | - | - | - | - | - |
| ----- | ----- | - | - | - | - | - | - | - |
| 1 800 | 1 881 | - | - | - | - | - | - | - |

## Économie

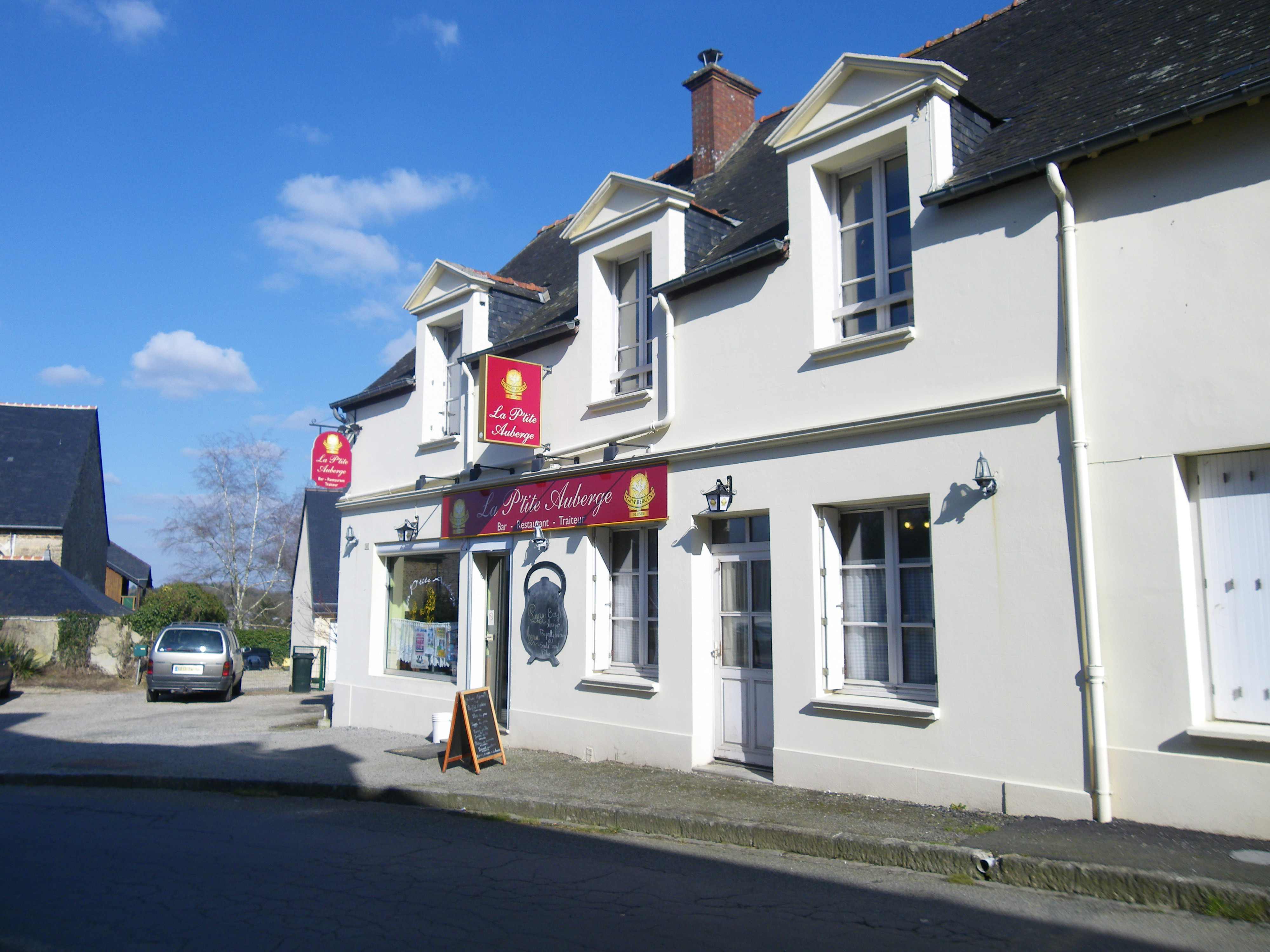
La P'tite Auberge, restaurant de Chanteloup.

## Culture et patrimoine

### Lieux et monuments
- Église paroissiale Saint-Martin (elle date des XIe, XVIIe et XVIIIe siècles)[38].

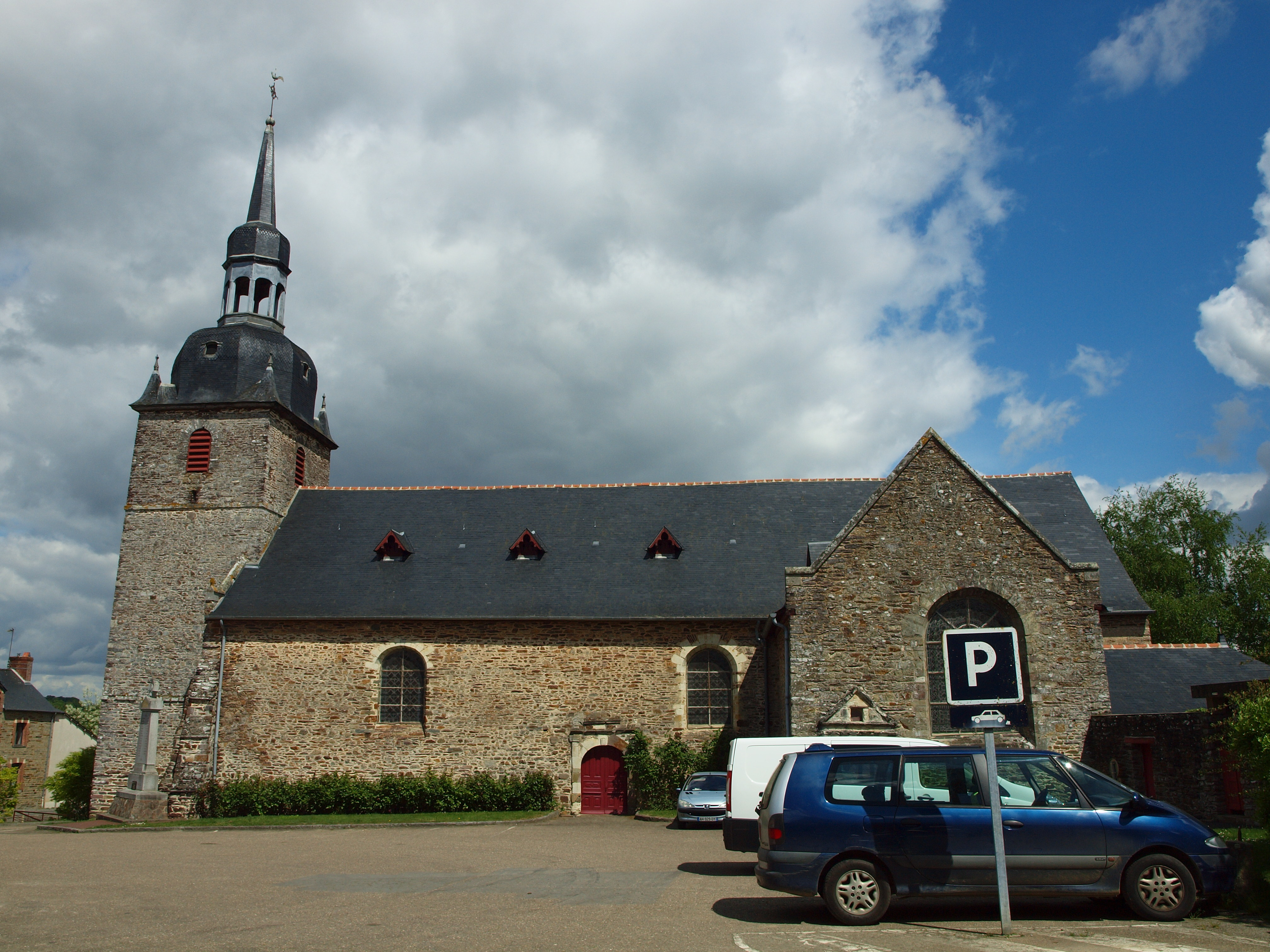
L'église paroissiale Saint-Martin.
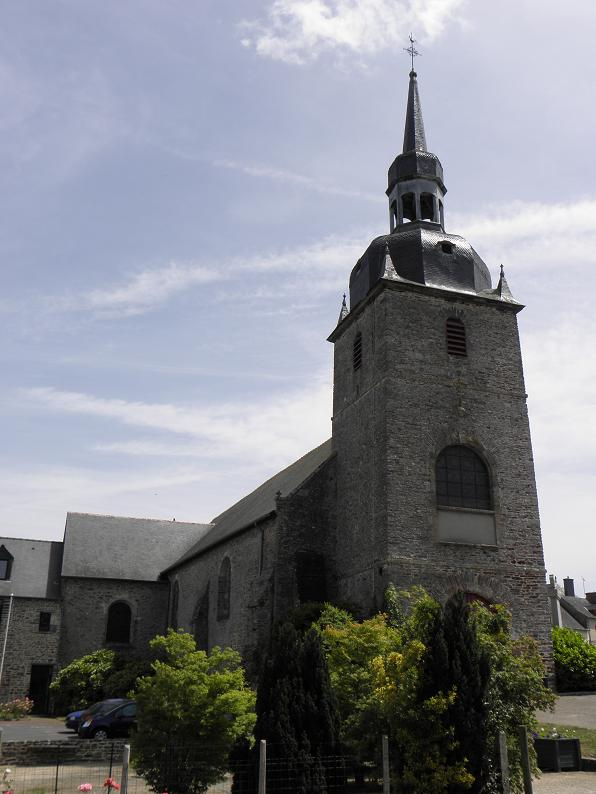
L'église paroissiale Saint-Martin.
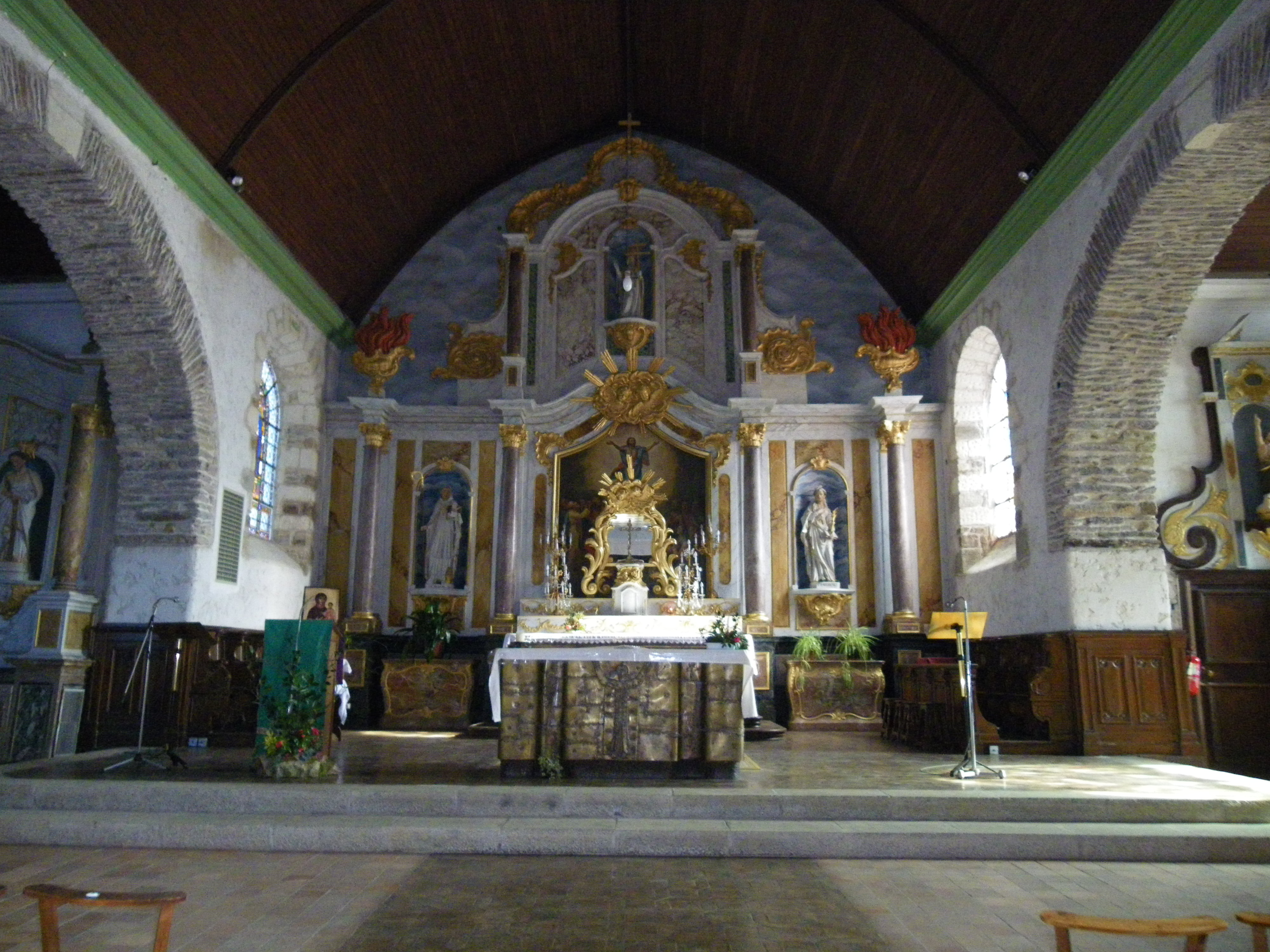
L'église Saint-Martin : vue intérieure.

- Un calvaire.

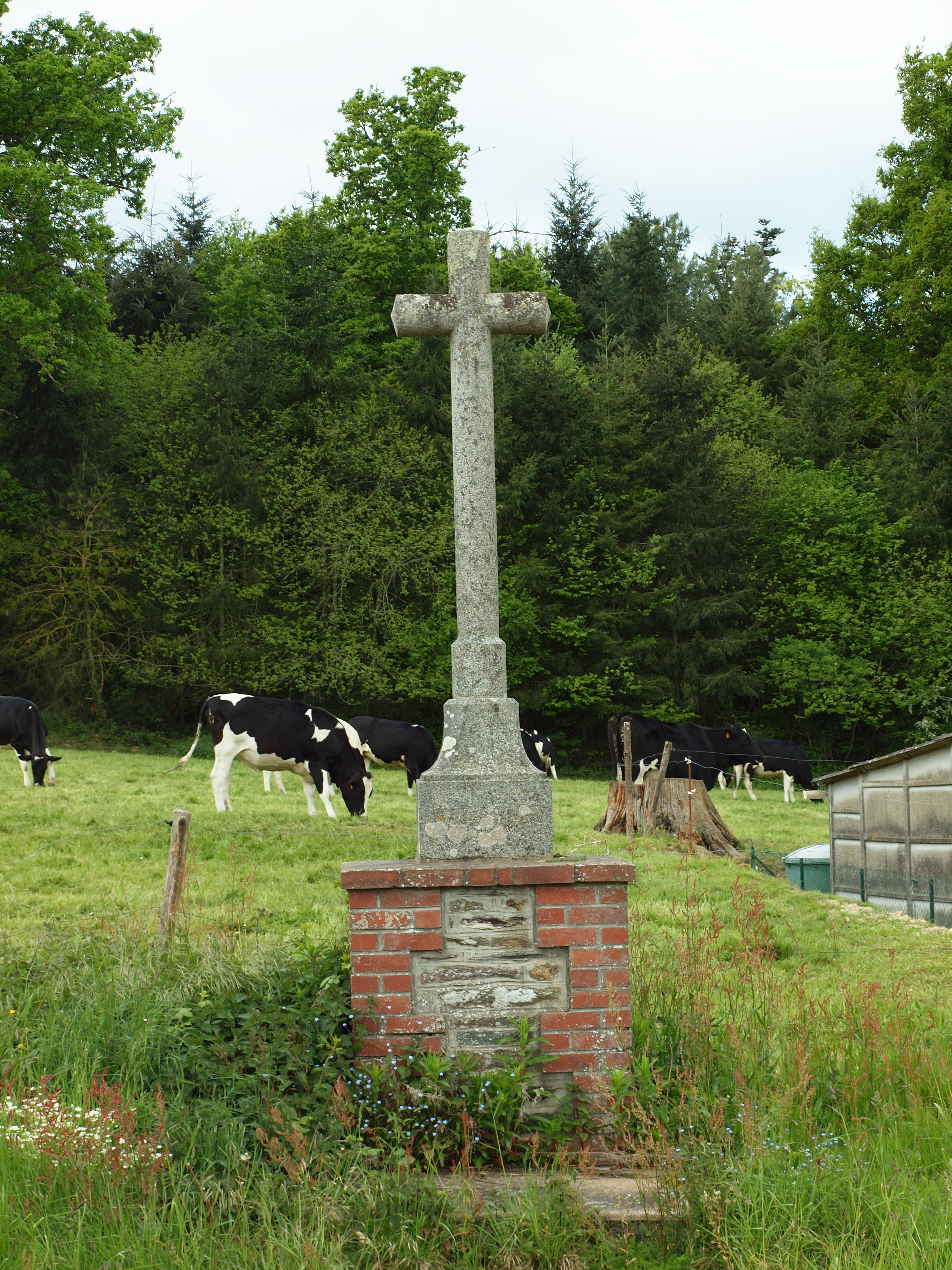
Chanteloup : calvaire.

- Le bois de Pouez, avec ses belles promenades le long des chemins de randonnées traversant la forêt.

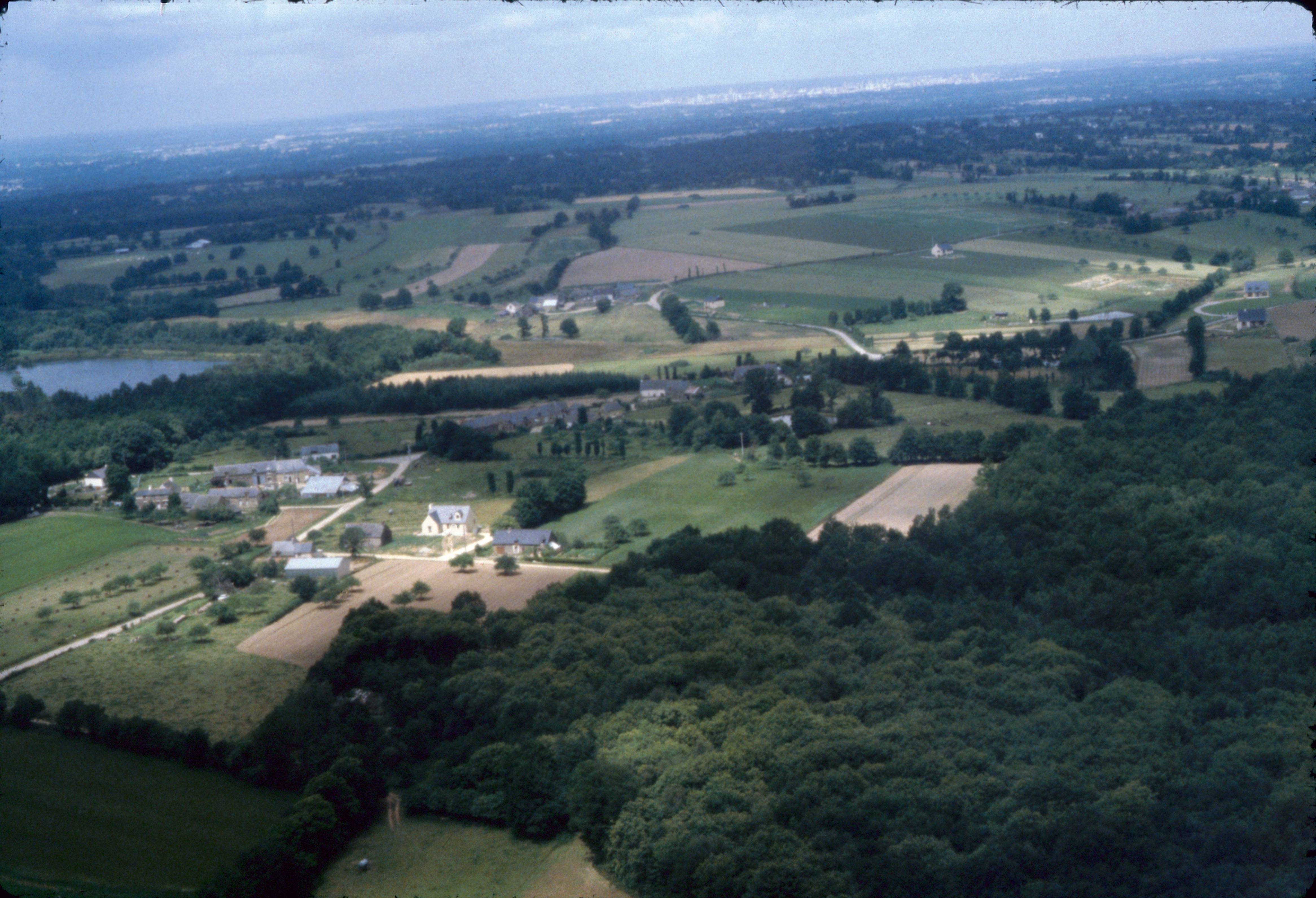
Le bois de Pouez avec Rennes en arrière-plan.
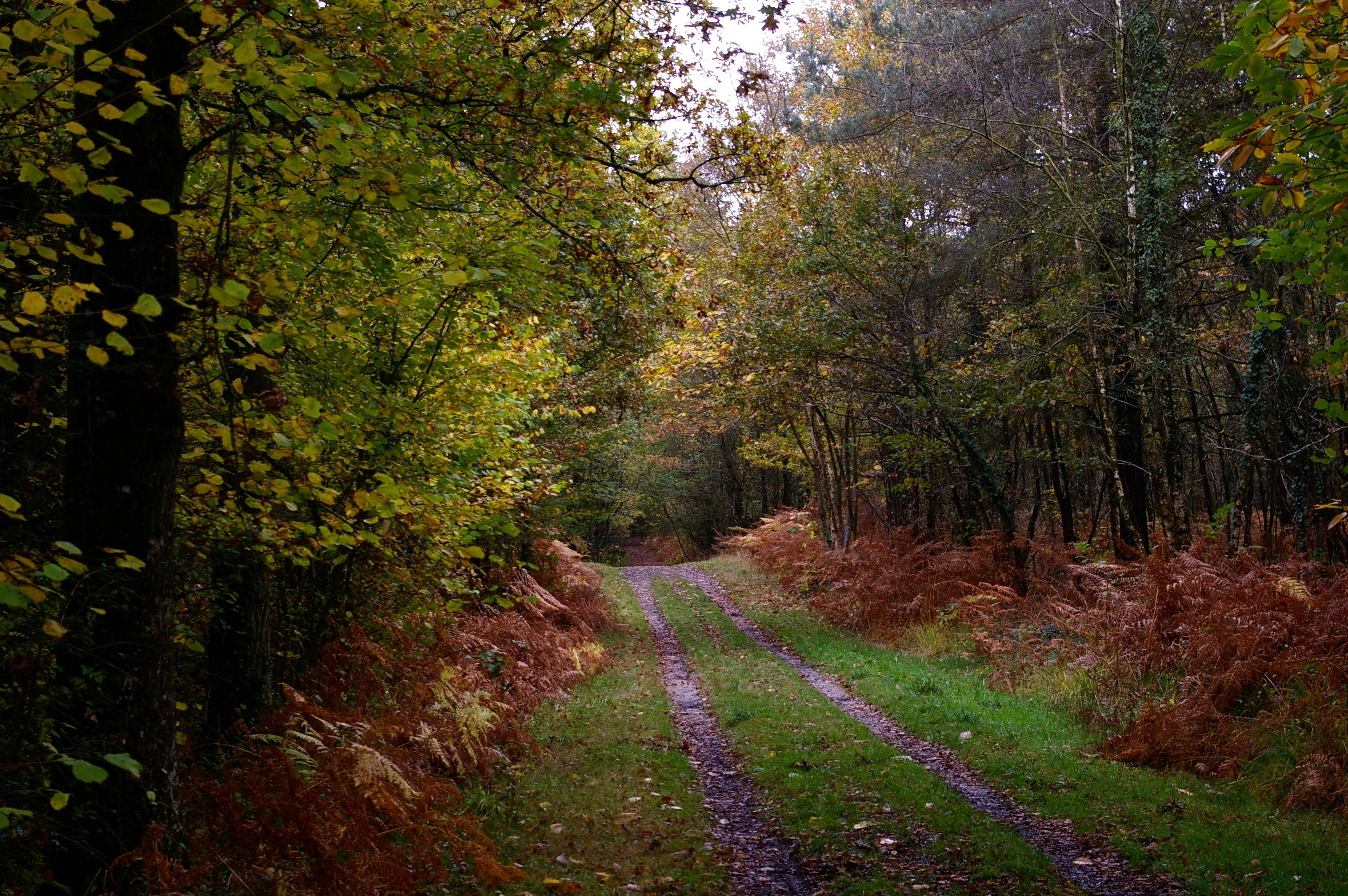
Chemin de randonnée dans le bois de Pouez.
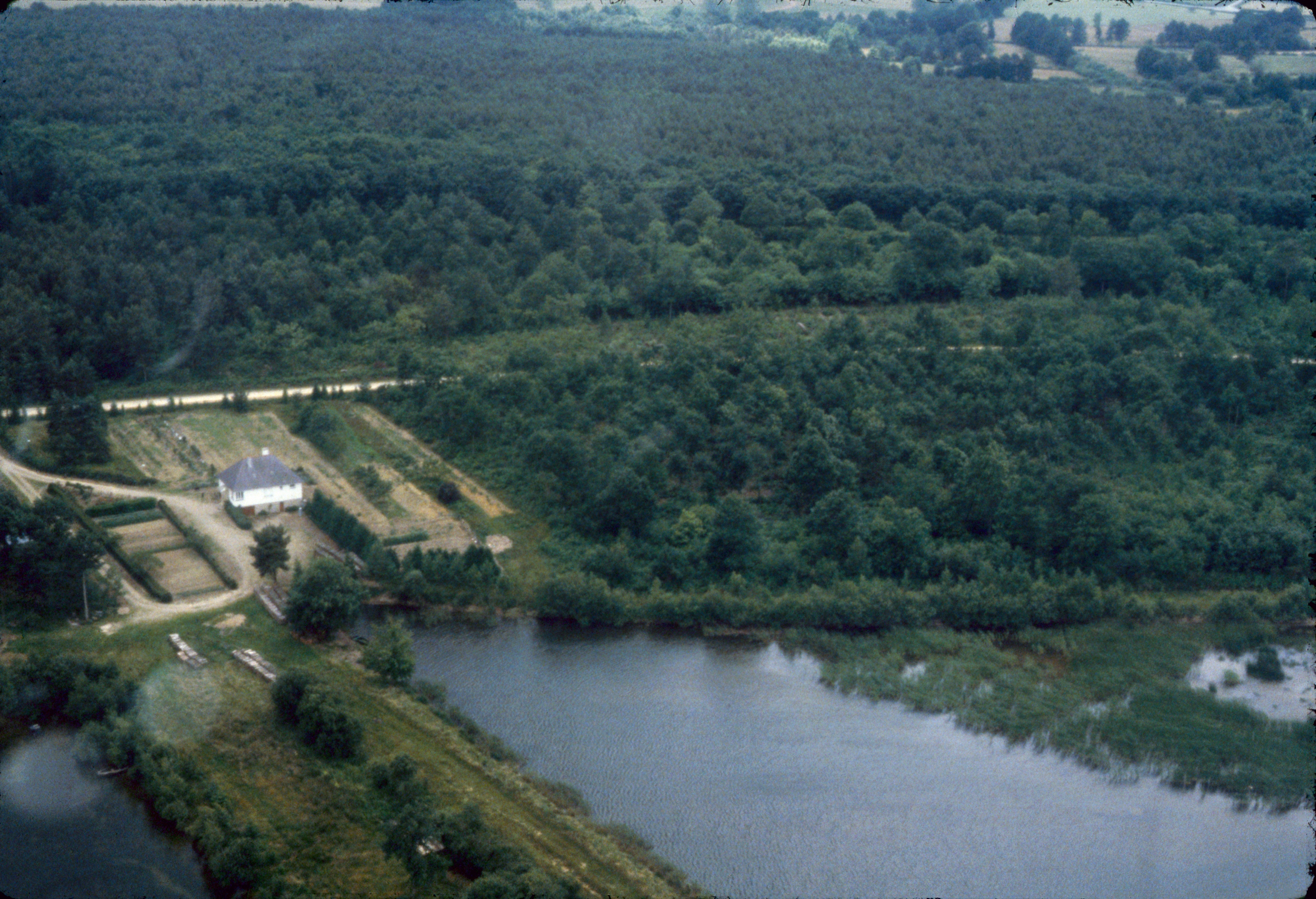
L'étang près du hameau du Pouez.

## Personnalités liées à la commune
- Bélom, auteur de bandes dessinées françaises.